# Meret Oppenheim

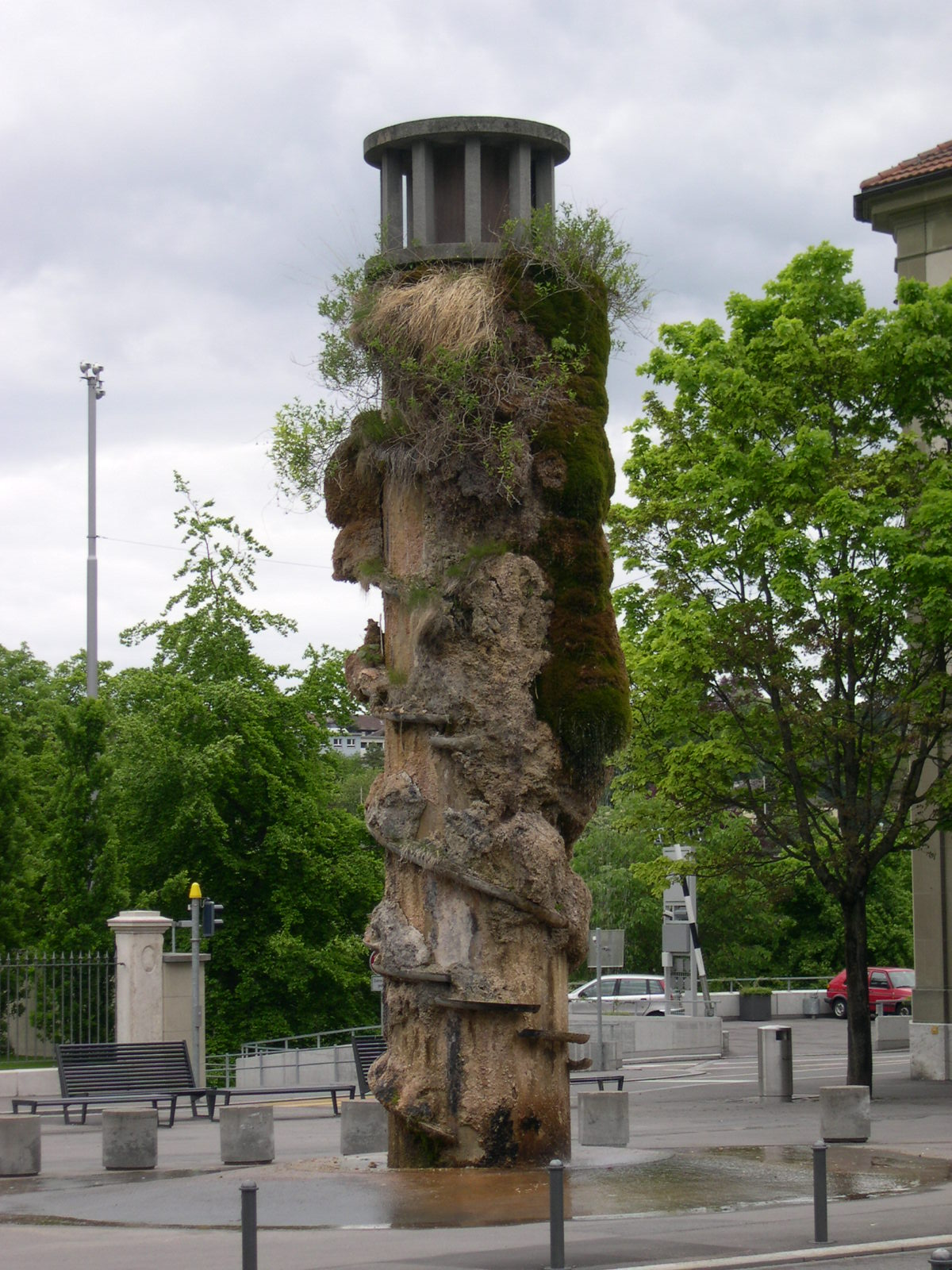
Oppenheimbrunnen i Bern.

Meret Oppenheim, född 6 oktober 1913 i Berlin, död 15 november 1985 i Basel, var en schweizisk konstnär inom surrealismen.
Oppenheim blev känd för Objet (1936) som var en kopp, ett fat och en sked klädda i päls från en kinesisk gasell, och verket har kommit att uppfattas som det arketypiska, surrealistiska objektet.
Utställningar med hennes konst har ordnats på Moderna museet i Stockholm 1967 och 2004. Oppenheim finns representerad vid Moderna museet i Stockholm.

## På svenska
- Sviischschsch! så var den vackraste vokalen tom: dikter & texter (i urval och översättning samt med förord och kommentar av Peter Handberg, Ellerström, 1998)